# Пилон, Вено
Вено Пилон (словен.Veno Pilon; 22 сентября 1896, Айдовщина – 23 сентября 1970; там же) словенский художник-экспрессионист, график и фотограф. 

## Биография
Родился в Айдовщине, тогда входившей в состав австро-венгерской провинции Гориция и Градишка (ныне Словения). После окончания гимназии в Гориции он был призван в австро-венгерскую армию во время Первой мировой войны. Он сначала воевал на Итальянском, а затем на Восточном фронте в Галичине там был взят в плен русской армией. После этого он был доставлен военнопленным через Киев и Москву в город Липецк.  
Там он написал картину панораму города. 
Благодаря Красному Кресту он смог поддерживать связь со своими родственниками. 
Поддерживал общение с русской интеллигенцией и деятелями искусства, а также застал Октябрьскую революцию.
Осенью 1918 года вернулся в Любляну поездом через Киев, Брест-Литовск, Моравию и Вену, привезя с собой рисунки и акварели, созданные на полях сражений и в плену. Вернуться домой в Айдовщину он не смог из-за итальянской оккупации Приморья.  
Он познакомился с Рихардом Якопичем и другими художниками и интеллектуалами, особенно с Франом Альбрехтом и Карелом Добидой. Будучи солдатом, он участвовал в обороне северной границы Каринтии, в районе города Плиберека. 
Позже описал свой опыт в качестве военнопленного и солдата в автобиографии Na robu («На грани»). 

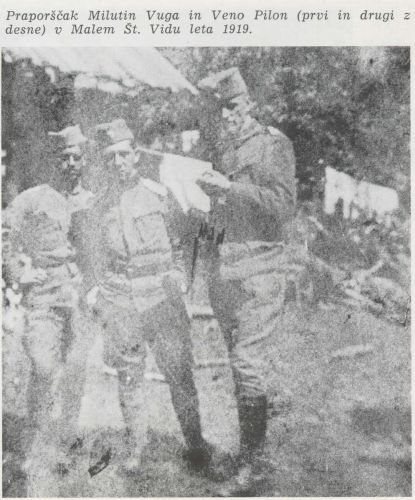
Вено Пилон (в центре) во время службы в армии 1919.

Он вернулся в Айдовщину в 1919 году, где занялся живописью а поздже начал учиться в Академии изящных искусств в Праге.
В конце 1920-х годов Пилон переехал в Париж, где изучал фотографию и переводил словенскую литературу на французский язык.
После Второй мировой войны приехал на родину. При его участии был снят фильм «На моей собственной земле».
Галерея современного искусства в Любляне организовала выставку его гравюр, рисунков и фотографий в 1954 году и ретроспективу в 1966 году. На основе пожертвования, сделанного Айдовшчине сыном автора Домиником, в 1973 году была основана Галерея Пилона,в том здании раньше была пекарня его отца. В галерее собрана самая большая коллекция его работ, от масляных картин до рисунков и фотографий.

## Работы

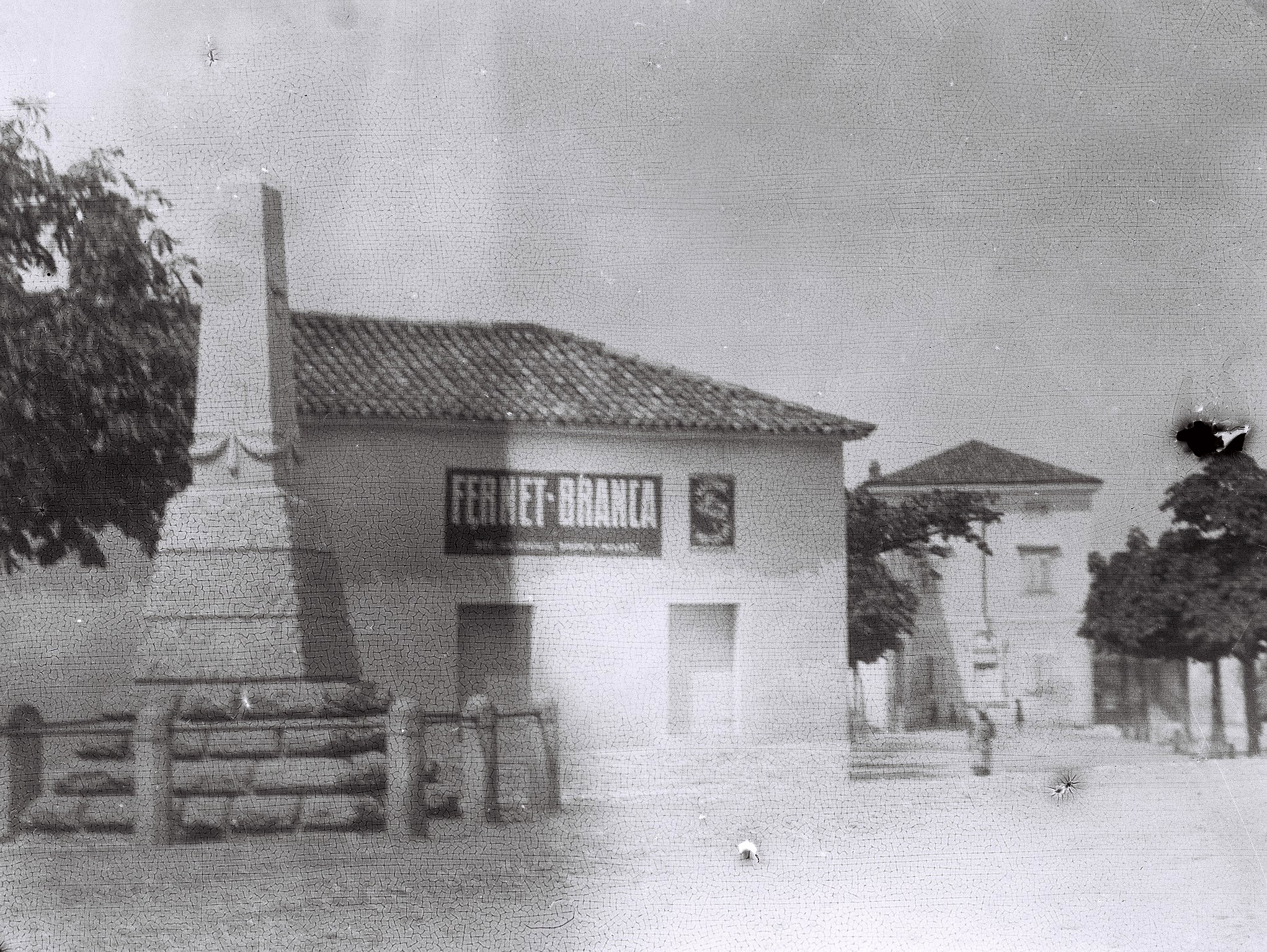
Памятник погибшим итальянским карабинерам в Дутовле-на-Карсте, фото сделаное В.Пилоном.

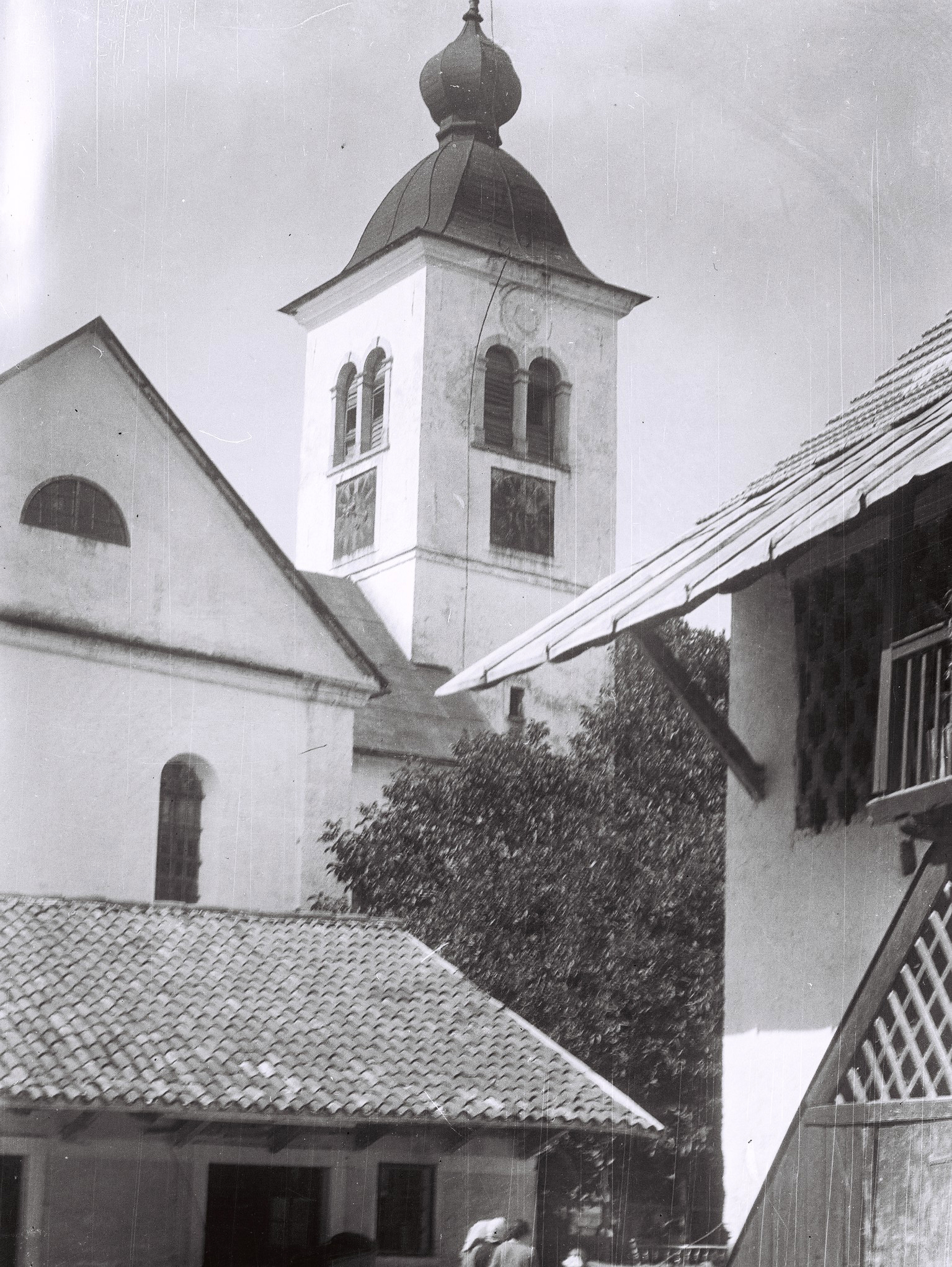
Черный купол над Идрией фото В.Пилона